# El Coll-La Teixonera (metropolitana di Barcellona)
El Coll | La Teixonera è una stazione della linea 5 della metropolitana di Barcellona.
La stazione è stata inaugurata nel 2010, nell'ambito dell'estensione della linea a Vall d'Hebron.